# Château du Thon
Le château du Thon est une demeure de la fin du XVIIe siècle située à Castels-et-Bézenac, dans le Périgord noir en France.

## Historique
Le château du Thon est aménagé comme une chartreuse datant du XVIIe siècle. 
Il semble avoir été aménagé au XVIIIe siècle pour permettre la cohabitation de deux ou trois familles avec la réalisation de trois élégantes portes d'entrée dans la cour d'arrivée, une dans l'axe du corps central qui fait face à al Dordogne, les deux autres dans chaque aile de retour.
On trouve dans l' Armorial de la noblesse du Périgord : Jean de Saint-Clar, sieur du Thon, capitaine de grenadiers au régiment de Toulouse, chevalier de Saint-Louis, mourut le 12 février 1735 au repaire noble du Thon.
L'Annuaire du Tout Sud-Ouest cite au début du XXe siècle Paul Brunet et sa femme Jane de Reynal comme propriétaires du château du Thon.

## Description
Le château est placé sur une terrasse. Le corps de logis principal, flanqué de deux pavillons, est construit face à la Dordogne. Deux ailes en retour ont été construits à partir des pavillons, perpendiculairement au corps de logis, formant une cour en U. L'aile en retour côté sud est prolongée par des écuries. Un pigeonnier carré se trouve au sud du château. Il a conservé son échelle tournante, ses trous de boulin et ses perchoirs.

## Protection
Le pigeonnier est inscrit au titre des monuments historiques le 29 décembre 1981.